# Fisherman Island National Wildlife Refuge
Le Fisherman Island National Wildlife Refuge est une aire protégée américaine située dans le comté de Northampton, en Virginie. Ce National Wildlife Refuge de 8,83 km2 a été fondé en 1969.
Fisherman Island est la plus méridionale de la chaîne des îles-barrières de la péninsule de Delmarva. Elle sert d'appui au Pont-tunnel de Chesapeake Bay. Située au sud du Cap Charles, à l'entrée de la baie de Chesapeake, l'île est sujette à de grands changements de son paysage à cause des ouragans. En septembre 2003, l'île a été presque entièrement inondée par l'ouragan Isabel.

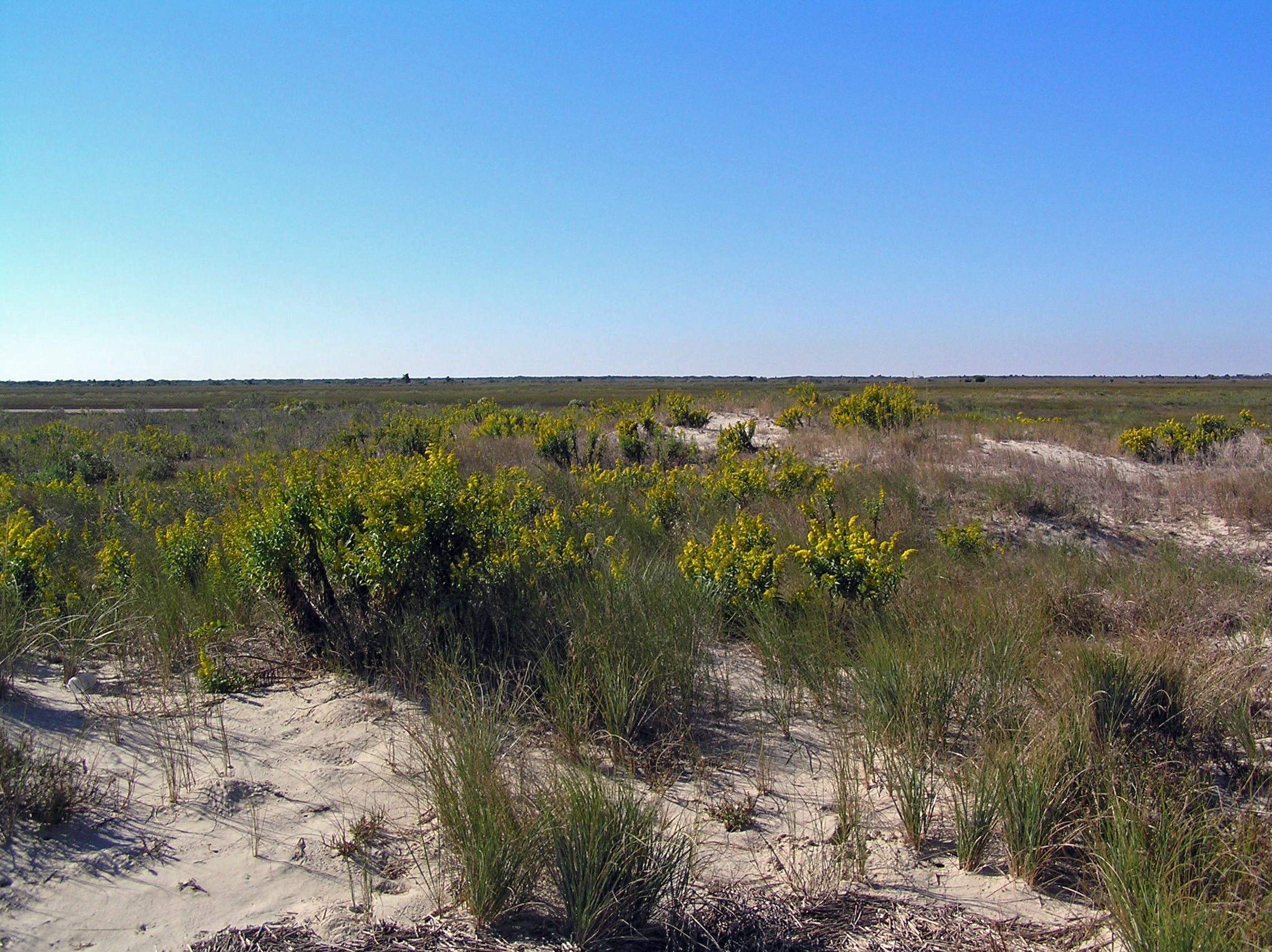
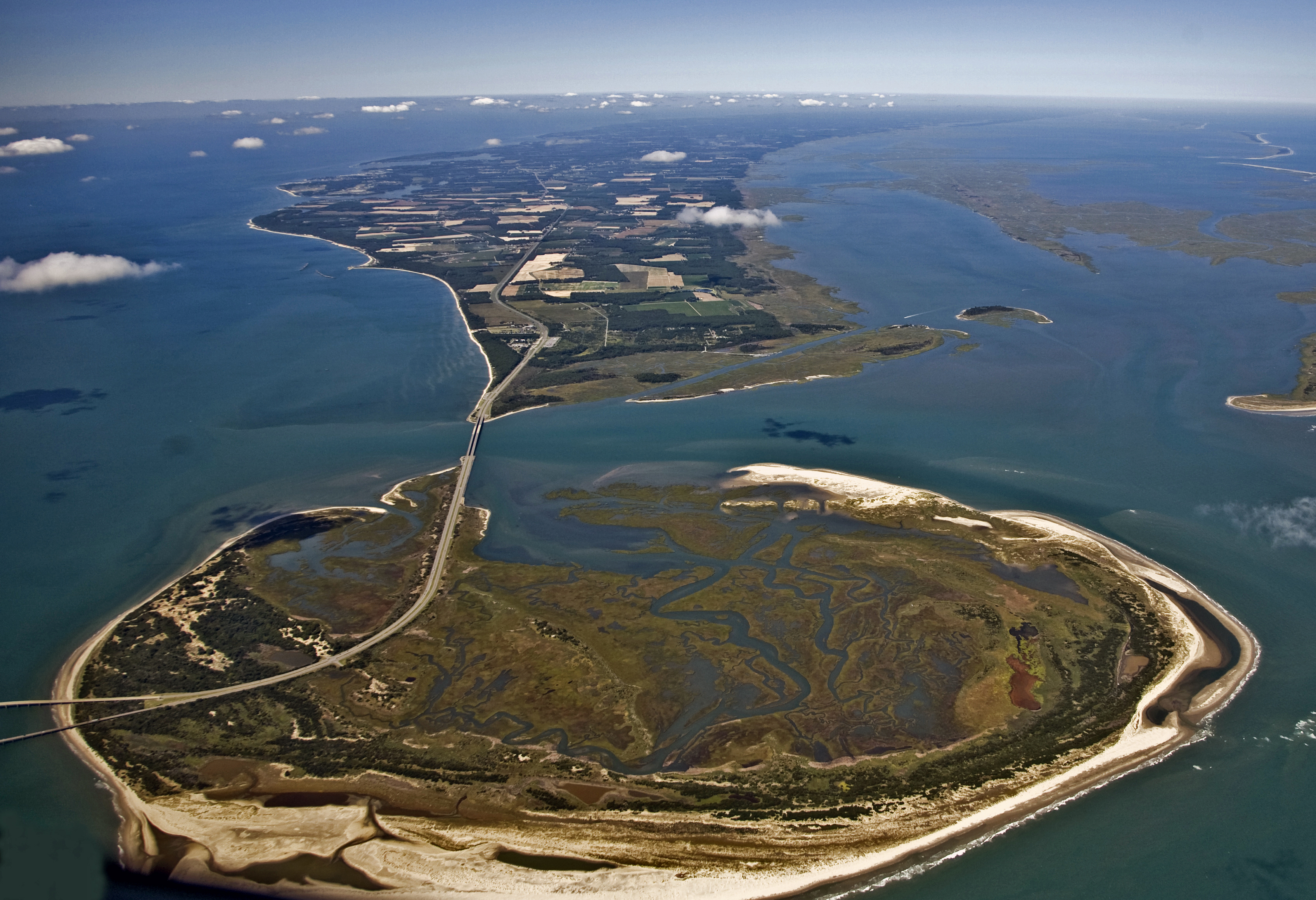
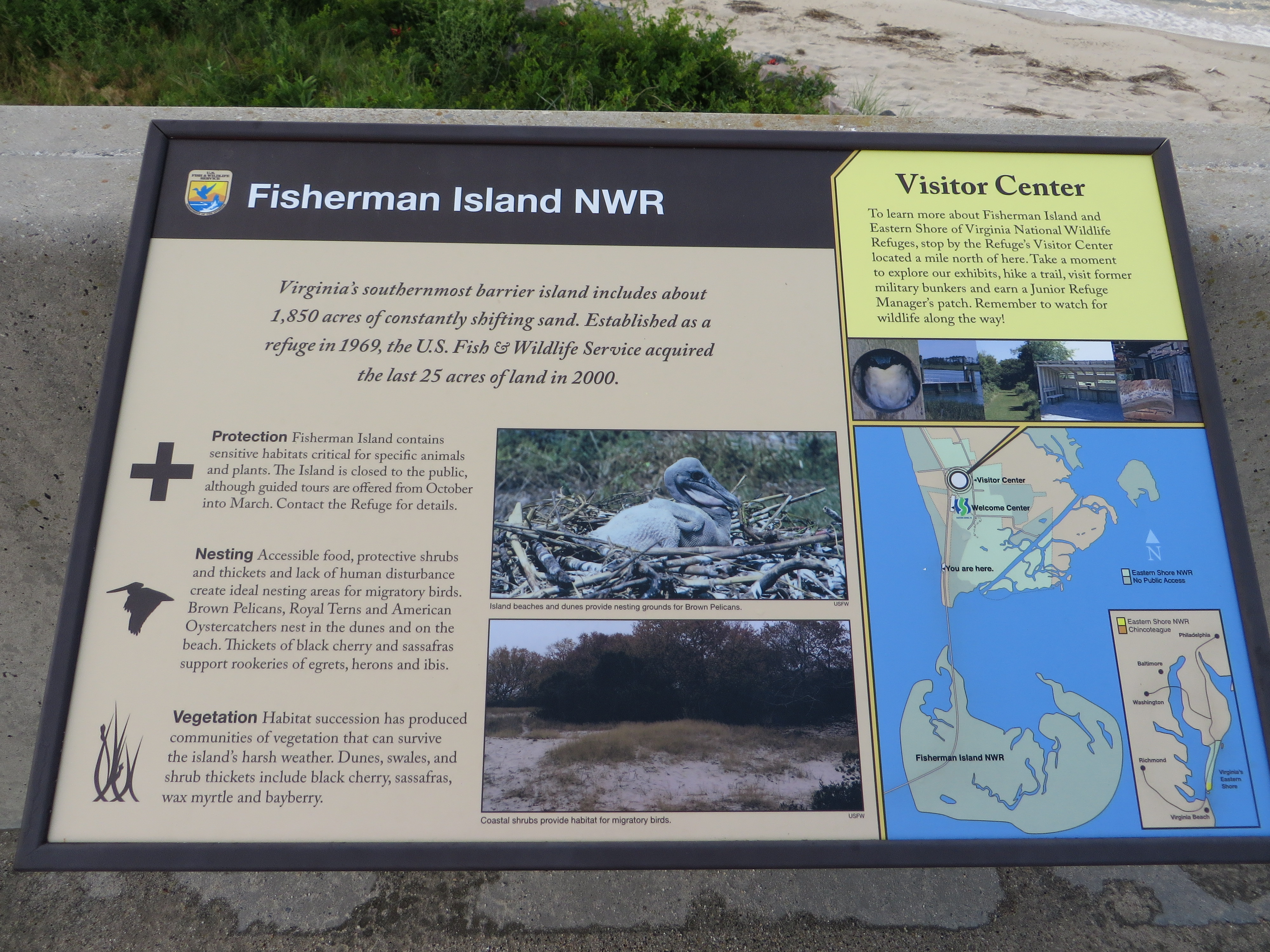
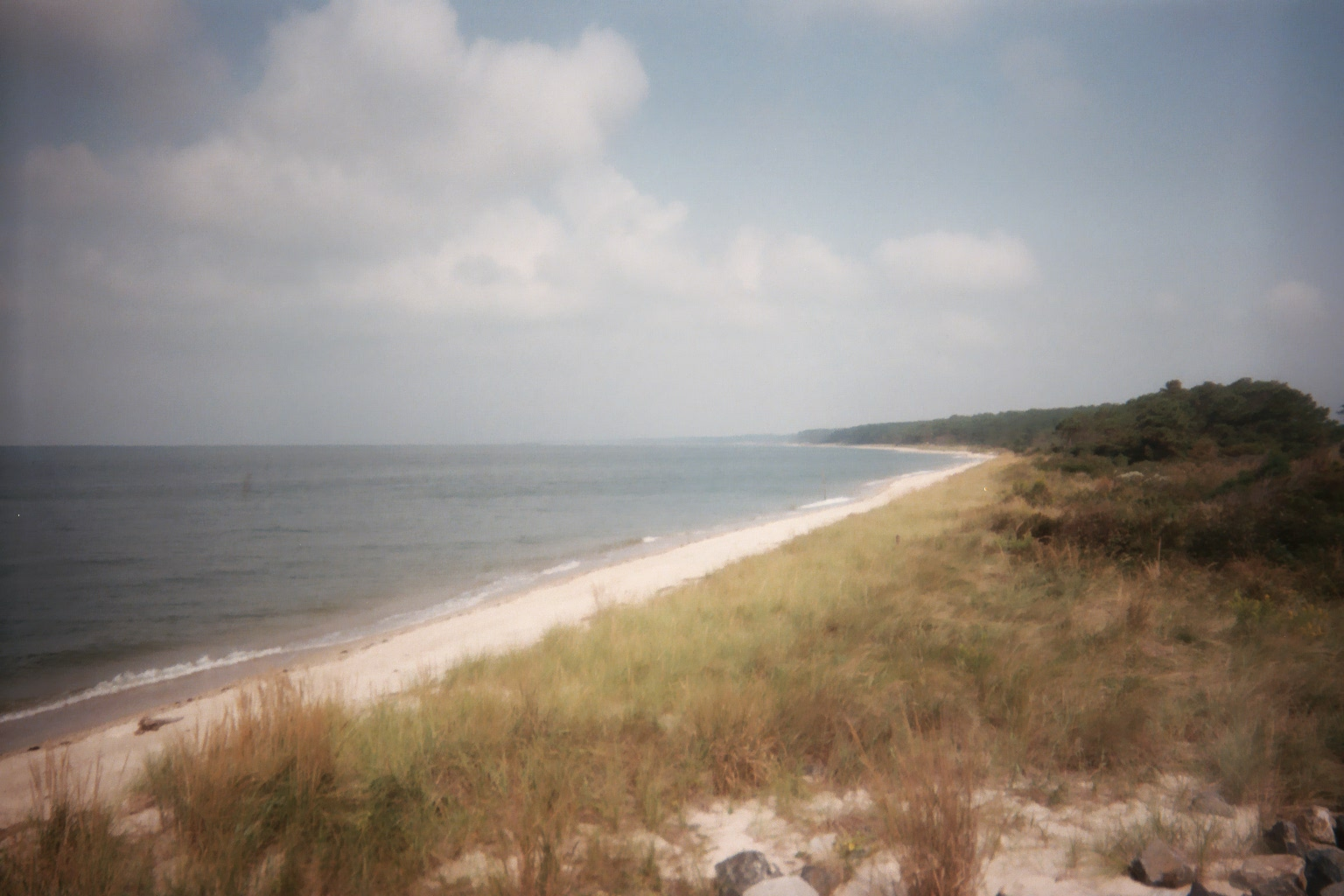